# Stefanie Ross
Stefanie Ross (* in Lübeck) ist eine deutsche Autorin.

## Leben
Nach ihrer Schulzeit studierte Stefanie Ross Betriebswirtschaftslehre in Kiel. Seitdem war sie in leitenden Positionen bei Banken in Frankfurt und Hamburg tätig und unternahm ausgedehnte Reisen durch die USA, Kanada und Mexiko sowie Skandinavien und Südeuropa.
Im Juli 2012 gab sie ihr Debüt als Autorin. Ihre Romane sind in erster Linie den Genres Krimi und Romantic Thrill zuzuordnen. Kennzeichnend ist der regionale Bezug vieler ihrer Bücher, insbesondere zu Hamburg (LKA/SEAL-Reihe) und Schleswig-Holstein (Liebe & Meer-Reihe, Landarzt-Krimi-Reihe, SoKo Küste). Inzwischen sind mehr als 50 Bücher in deutscher Sprache erschienen. Einige ihrer Bücher wurden in den USA und Bulgarien als Übersetzung aufgelegt.
2017 gewann sie mit Das Schweigen von Brodersby den Publikumspreis Buch des Jahres 2017 bei Krimi-Couch.
Stefanie Ross ist verheiratet, Mutter eines Sohnes und lebt mit ihrer Familie in der Nähe der Ostsee in Schleswig-Holstein.

## Werke

### LKA/SEAL-Reihe
- Fatale Bilanz. Sutton Verlag, Erfurt 2012, ISBN 978-3-95400-030-2.
- Zerberus – Unsichtbare Gefahr. Egmont LYX, Köln 2013, ISBN 978-3-8025-9262-1.
- Hydra – Riskante Täuschung. Egmont LYX, Köln 2014, ISBN 978-3-8025-9529-5.
- Verhängnisvolles Vertrauen. Selbstverlag 2014, ISBN 978-1-5391-9081-3.
- Kaleidoskop – Doppeltes Spiel. Selbstverlag 2016, ISBN 978-1-5405-0105-9.
- Labyrinth – Tödliche Spekulation. Montlake Romance, Luxembourg 2015, ISBN 978-1-5039-4885-3.
- Riskante Weihnachten. Selbstverlag 2013, ISBN 978-1-5391-9081-3.
- Nemesis – Verkaufte Unschuld. Montlake Romance, Luxembourg 2015, ISBN 978-1-4778-3030-7.
- Pandora – Gewagte Befreiung. Montlake Romance, Luxembourg 2016, ISBN 978-1-5039-4101-4.
- Odyssee – Dunkle Vergangenheit. Selbstverlag 2017, ISBN 978-1-9780-4213-1.
- Tödliches Meer. Selbstverlag, 2017, ISBN 978-1-9745-0179-3.
- Midas – Operation Gold. Selbstverlag, 2020, ISBN 979-8-6651-4222-7.
- Terror – Unbekannter Feind. Selbstverlag, 2021, ISBN 979-8-5373-1126-3.
- Mission Training. Selbstverlag, 2022, ISBN 979-8-82378-262-3.
- Herkules – Ungewisse Zukunft. Selbstverlag, 2023, ISBN 979-88-503-2674-6.
- Phönix - Stunde Null. Selbstverlag, 2024, ISBN 979-8-32590-774-6.

### DeGrasse-Serie
- Luc – Fesseln der Vergangenheit. Egmont LYX, Köln 2013, ISBN 978-3-8025-9107-5.
- Jay – Explosive Wahrheit. Egmont LYX, Köln 2013, ISBN 978-3-8025-8860-0.
- Rob – Tödliche Wildnis. Egmont LYX, Köln 2013, ISBN 978-3-8025-9074-0.
- Scott. Egmont LYX, Köln 2014, ISBN 978-1-5306-3584-9.
- Dom – Stunde der Abrechnung. Egmont LYX, Köln 2014, ISBN 978-3-8025-9371-0.
- Kalil. Egmont LYX, Köln 2015, ISBN 978-1-5307-1871-9.
- Phil – Gefährliches Schweigen. Egmont LYX, Köln 2015, ISBN 978-3-8025-9530-1.
- Hamid. Egmont LYX, Köln 2015, ISBN 978-1-5307-9808-7.
- Explosive Weihnachten. Selbstverlag 2017, ISBN 978-1-9817-6334-4.

### DeGrasse – LKA/SEAL Novellen
- Einsame Entscheidung. Selbstverlag, 2015, ISBN 978-1-5197-1875-4.
- Tödliche Suche. Selbstverlag, 2016, ISBN 978-1-5429-0915-0.
- Joss – Fatale Entscheidung. Selbstverlag, 2018, ISBN 978-1-7939-0774-5.
- Explosive Vergeltung. Selbstverlag, 2019, ISBN 978-1-6725-9557-5.

### Heart Bay
- Letzte Hoffnung. Egmont LYX, Köln 2016, ISBN 978-3-8025-9989-7.
- Mörderische Geschäfte. Egmont LYX, Köln 2016, ISBN 978-3-7363-0075-0.
- Bedrohliche Vergangenheit. Egmont LYX, Köln 2017, ISBN 978-3-7363-0077-4.
- Brisantes Wiedersehen. Selbstverlag, 2021, ISBN 979-8-7047-7244-6.

### Black Cell
- Black Cell – Revenge. Selbstverlag, 2021, ISBN 979-8-7757-9745-4.
- Black Cell – Warrior. Selbstverlag, 2023, ISBN 979-83-7929-940-8.
- Black Cell - Hollywood. Selbstverlag, 2024, ISBN 979-8-34601-616-8.

### Liebe & Meer (mit Kristina Günak)
- Bernadette & Piet. Latos Verlag, Calbe (Saale) 2018, ISBN 978-3-96415-002-8.
- Silvia & Tjark. Latos Verlag, Calbe (Saale) 2018, ISBN 978-3-96415-003-5.
- Rosa & Lasse. Latos Verlag, Calbe (Saale) 2018, ISBN 978-3-96415-004-2.
- Annika & Jakob. Latos Verlag, Calbe (Saale) 2018, ISBN 978-1-5486-4802-2.

Es handelt sich bei der Reihe Liebe & Meer um die Neuauflage der Titel der Love & Thrill-Serie, die unter anderen Namen zwischen 2016 und 2017 zunächst im Selbstverlag erschienen sind.

### Landarzt-Krimi-Reihe
- Das Schweigen von Brodersby. Grafit Verlag, Dortmund 2017, ISBN 978-3-89425-490-2 (ausgezeichnet mit dem Publikumspreis Buch des Jahres 2017 bei Krimi-Couch).[1]
- Jagdsaison in Brodersby. Grafit Verlag, Dortmund 2018, ISBN 978-3-89425-584-8.
- Schatten über Brodersby. Grafit in Emons Verlag, Köln 2019, ISBN 978-3-89425-597-8.
- Falsches Spiel in Brodersby. Grafit in Emons Verlag, Köln 2020, ISBN 978-3-89425-754-5.
- Abrechnung in Brodersby. Grafit in Emons Verlag, Köln 2022, ISBN 978-3-89425-779-8.
- Letzte Ruhe in Brodersby. Selbstverlag, 2025, ISBN 979-8-28816-342-5.

### Soko Küste (Nordseekrimi, Küstenkrimi)
- Mord am Meer: SoKo Küste. Selbstverlag, 2022, ISBN 979-83-564-3627-7.
- Mord auf dem Kutter: SoKo Küste. Selbstverlag, 2024, ISBN 979-8-87170-447-9.
- Mord im Watt: SoKo Küste. Selbstverlag, 2025,  ISBN 979-8-31160-650-9.

### Weitere Veröffentlichungen
- Heartbeat – Crush on you. (als Sandra Wright). Oetinger, Hamburg 2018, ISBN 978-3-8415-0520-0.
- Wolf – Der Anfang. Selbstverlag, 2019, ISBN 978-1-6891-2394-5.
- Wolf – Die Suche. Selbstverlag, 2020, ISBN 979-8-6947-4338-9.
- Der Reiz des Bösen. Piper Verlag GmbH, München 2022, ISBN 978-3-492-31769-6.
- Die Spur des Bösen. Piper Verlag GmbH, München 2024, ISBN 978-3-49232-003-0.
- Tod im Brenner Moor. Selbstverlag, 2024, ISBN 979-8-30165-160-1.